# I Gummi (Gummi Bears Theme)/I Gummi (Gummi Bears Theme) (Canta Con Noi)
I Gummi (Gummi Bears Theme)/I Gummi (Gummi Bears Theme) (Canta Con Noi) è un singolo discografico di Sergio e Francesca, pubblicato nel 1986.

## Descrizione
Il duo era formato da Sergio e Francesca Menegale, con Paola Folli e Renato Pareti ai cori.
Il brano era la sigla della serie animata omonima scritta da Sergio Menegale su musica e arrangiamento originali di Michael Silversher e Patty Silversher.
Sul lato B è incisa la versione strumentale.
La base musicale, originariamente composta per la versione statunitense Gummi Bears Theme (1985), fu utilizzata anche per altre versioni, tra cui quella francese Les Gummis, quella spagnola Los osos Gummi e quella tedesca Gummibären .
Entrambi i brani sono stati inseriti nella compilation Il magico mondo di Walt Disney - Le più belle canzoni tratte dai film di Walt Disney.

## Tracce
Lato A
1. I Gummi (Gummi Bears Theme) – 2:10 (Sergio Menegale-Michael Silversher-Patty Silversher)

Lato B
1. I Gummi (Gummi Bears Theme) (Canta Con Noi) – 2:10 (Sergio Menegale-Michael Silversher-Patty Silversher)